# Оул-Ранч (Техас)
Оул-Ранч (англ. Owl Ranch) — переписна місцевість (CDP) в США, в окрузі Джим-Веллс штату Техас. Населення — 189 осіб (2020).

## Географія
Оул-Ранч розташований за координатами 27°53′34″ пн. ш. 98°5′36″ зх. д. / 27.89278° пн. ш. 98.09333° зх. д. (27.892735, -98.093448).  За даними Бюро перепису населення США в 2010 році переписна місцевість мала площу 1,92 км², уся площа — суходіл.

## Демографія
Згідно з переписом 2010 року, у переписній місцевості мешкало 225 осіб у 67 домогосподарствах у складі 49 родин. Густота населення становила 117 осіб/км².  Було 84 помешкання (44/км²).
Расовий склад населення:
| - 80,9 % — білих - 7,1 % — корінних американців - 11,6 % — осіб інших рас |

До двох чи більше рас належало 0,4 %. Частка іспаномовних становила 97,8 % від усіх жителів.
За віковим діапазоном населення розподілялося таким чином: 29,8 % — особи молодші 18 років, 57,8 % — особи у віці 18—64 років, 12,4 % — особи у віці 65 років та старші. Медіана віку мешканця становила 34,6 року. На 100 осіб жіночої статі у переписній місцевості припадало 97,4 чоловіків;  на 100 жінок у віці від 18 років та старших — 100,0 чоловіків також старших 18 років.
За межею бідності перебувало 26,2 % осіб, у тому числі 0,0 % дітей у віці до 18 років та 100,0 % осіб у віці 65 років та старших.
Цивільне працевлаштоване населення становило 54 особи. Основні галузі зайнятості: сільське господарство, лісництво, риболовля — 100,0 %.